# Deng Zhuoxiang
Deng Zhuoxiang (鄧卓翔T, 邓卓翔S, Dèng ZhuōxiángP; Wuhan, 24 ottobre 1988) è un allenatore di calcio ed ex calciatore cinese, di ruolo centrocampista.

## Caratteristiche tecniche
Gioca nel ruolo di trequartista, giocatore di piede mancino, come attaccante non solo si rende utile nel ruolo di finalizzatore, ma anche come fornitore di assist, tra le sue corde c'è anche la sua buona precisione di tiro che in alcune circostanze gli torna utile nei calci piazzati riuscendo in alcune occasioni a trovare la rete calciando di punizione.

## Carriera

### Club
Sebbene fosse stato tesserato nel club del Hubei Wuhan nel 2005, ha dovuto aspettare un anno, nel 2006, per il suo debutto, invece sarà nel 2007 che segnerà la sua prima rete come professionista, con il gol del 1-0 che deciderà la vittoria sul Qingdao Jonoon. Viene poi ceduto in prestito al Jiangsu con un bilancio di cinque gol e sei assist in una stagione, ottenendo il titolo di giocane giocatore cinese dell'anno. Dal 2010 al 2011 militerà nello Shandong Luneng, vincendo l'edizione 2010 della Super League segnerà anche una rete nella AFC Champions League nella vittoria per 5-0 contro l'Arema. Nel 2012 fa ritorno nel Jiangsu trovano all'inizio poco spazio, anche per via delle sue condizioni, fisiche, dovendo andare in Germania per un'operazione al ginocchio. Il suo problemi al ginocchio si sono fatti risentire anche durante la sua militanza allo Shanghai Shenhua dovendo ricorrere a un'ulteriore operazione. Tra il 2017 e il 2018 ha giocato per le squadre del Qingdao e del Beijing, vincerà l'edizione 2020, giocando per il Wuhan San Zhen, della League Two nella finale che si è conclusa per 1-1 e che ai rigori è stata vinta per 5-4 contro il Zibo Cuju, Zhuoxiang ha segnato il primo rigore vincente.

### Nazionale
Viene convocato per giocare nella nazionale della Cina Under-17, prima vincendo la Coppa d'Asia giovanile nel 2004, e poi partecipando nel 2005 al Mondiale Under-17, Zhuoxiang segnerà la rete del 1-0 battendo il Perù.
Nella nazionale maggiore è stato adoperato prevalentemente nelle partite amichevoli, vincerà nel 2010 la Coppa asiatica orientale, dove segnerà la sua prima rete con la maglia della nazionale, segnando il gol del 3-0 battendo la Corea del Sud. In un'amichevole segnerà il gol, su punizione, che permetterà di ottenere una storica vittoria di misura per 1-0 sulla Francia.
È stato autore anche del gol del 2-0 nella prima partita del girone A della Coppa d'Asia 2011, contro il Kuwait. La sua ultima partita con la nazionale della Cina si terrà contro il Laos, vincendo per 6-1 segnando una doppietta.

## Palmarès

### Club
- Super League: 2

Shandong Luneng: 2010
Wuhan Three Towns: 2022
- League Two: 1

Wuhan San Zhen: 2020
- League One: 1

Wuhan Three Towns: 2021

### Nazionale
- Coppa d'Asia Under-17: 1

2004
- Coppa dell'Asia orientale: 1

2010